# Olympische Geschichte des Südsudan
| Gelbes Symbol für Goldmedaillen mit stilisierten Olympischen Ringen | Graues Symbol für Silbermedaillen mit stilisierten Olympischen Ringen | Braundes Symbol für Bronzemedaillen mit stilisierten Olympischen Ringen |
| ------------------------------------------------------------------- | --------------------------------------------------------------------- | ----------------------------------------------------------------------- |
| —                                                                   | —                                                                     | —                                                                       |

Der Südsudan, dessen NOK, das South Sudan Olympic Committee, 2015 gegründet und im selben Jahr vom IOC anerkannt wurde, nimmt seit 2016 an Olympischen Sommerspielen teil.

## Übersicht

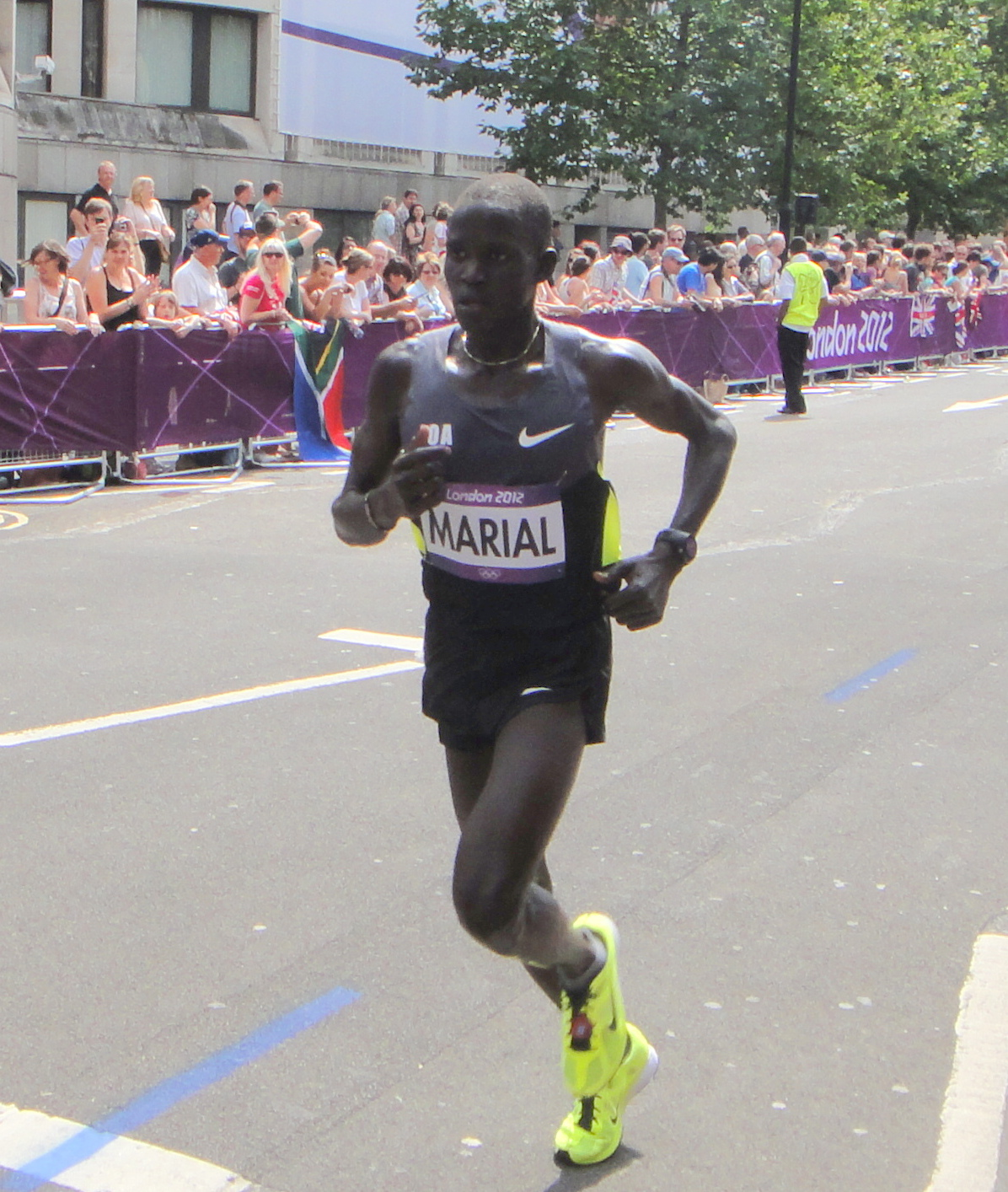
Guor Marial als unabhängiger Teilnehmer beim Marathon in London 2012

Der Südsudan wurde 2011 unabhängig. Durch den Bürgerkrieg im Südsudan konnte sich längere Zeit kein NOK bilden, dass den Anforderungen des IOC, nämlich mindestens fünf Sportverbände zu beinhalten, genügte. Erst im August 2015 wurde der Südsudan zum 206. Mitgliedsstaat des IOC. Der erste Südsudanese, der bei Olympischen Spielen antrat, ohne den Sudan zu repräsentieren, war der Marathonläufer Guor Marial, der in London 2012 als unabhängiger Olympiateilnehmer an den Start ging.
Das olympische Debüt des Südsudan erfolgte 2016 in Rio de Janeiro mit drei Leichtathleten. Neben der offiziellen Mannschaft konnten in Rio de Janeiro weitere fünf Athleten, die aus dem Südsudan stammen, teilnehmen. Sie waren Teil des Refugee Olympic Team (ROT) und lebten alle im Flüchtlingslager Kakuma im Nordwesten Kenias. Die südsudanesischen Teilnehmer des zehnköpfigen Flüchtlingsteams, drei Männer und zwei Frauen, waren die Leichtathleten James Chiengjiek, Yiech Biel, Paulo Amotun, Rose Lokonyen und Anjelina Lohalith. Fünf Jahre später bei den Spielen in Tokio bestand die Olympiamannschaft des Landes aus 2 Athleten. Vier weitere waren Teil des Refugee Olympic Team. In Paris 2024 qualifizierte sich der Südsudan erstmals in einer Mannschaftssportart. Durch die Qualifikation der Basketballnationalmannschaft handelte es sich mit insgesamt 14 Athleten um das mit Abstand größte Team in der Geschichte des Südsudans bei Olympischen Spielen. Zwei weitere waren zudem im Flüchtlingsteam vertreten.

## Übersicht der Teilnehmer

### Sommerspiele
| Jahr      | Athleten           | Athleten           | Athleten           | Sportarten         | Sportarten         | Medaillen          | Medaillen          | Medaillen          | Medaillen          | Rang               |
| Jahr      | Gesamt             |                    |                    |                    |                    |                    |                    |                    | Medaillen – Gesamt | Rang               |
| --------- | ------------------ | ------------------ | ------------------ | ------------------ | ------------------ | ------------------ | ------------------ | ------------------ | ------------------ | ------------------ |
| 1896–2012 | nicht teilgenommen | nicht teilgenommen | nicht teilgenommen | nicht teilgenommen | nicht teilgenommen | nicht teilgenommen | nicht teilgenommen | nicht teilgenommen | nicht teilgenommen | nicht teilgenommen |
| 2016      | 3                  | 2                  | 1                  |                    | 3                  |                    |                    |                    |                    |                    |
| 2020      | 2                  | 1                  | 1                  |                    | 2                  |                    |                    |                    |                    |                    |
| 2024      | 14                 | 13                 | 1                  | 12                 | 2                  |                    |                    |                    |                    |                    |
| Gesamt    | Gesamt             | Gesamt             | Gesamt             | Gesamt             | Gesamt             | 0                  | 0                  | 0                  | 0                  |                    |

### Winterspiele
| Jahr      | Athleten           | Athleten           | Athleten           | Sportarten         | Medaillen          | Medaillen          | Medaillen          | Medaillen          | Rang               |
| Jahr      | Gesamt             |                    |                    | Sportarten         |                    |                    |                    | Medaillen – Gesamt | Rang               |
| --------- | ------------------ | ------------------ | ------------------ | ------------------ | ------------------ | ------------------ | ------------------ | ------------------ | ------------------ |
| 1924–2022 | nicht teilgenommen | nicht teilgenommen | nicht teilgenommen | nicht teilgenommen | nicht teilgenommen | nicht teilgenommen | nicht teilgenommen | nicht teilgenommen | nicht teilgenommen |
| Gesamt    | Gesamt             | Gesamt             | Gesamt             | Gesamt             | 0                  | 0                  | 0                  | 0                  |                    |

## Liste der Medaillengewinner

### Goldmedaillen
Bislang (Stand 2024) keine Goldmedaillen.

### Silbermedaillen
Bislang (Stand 2024) keine Silbermedaillen.

### Bronzemedaillen
Bislang (Stand 2024) keine Bronzemedaillen.